# Diarquia
Diarquia (do grego: "δι-", dois, e "-αρχία", governo ou poder) é uma forma de governo em que a chefia é compartilhada por dois chefes de Estado. Na maior parte das diarquias, o diarca mantém a sua posição para a vida e passa as suas responsabilidades e poderes aos seus filhos ou familiares, quando morre. O diarca é uma das mais antigas formas de governo e tem sido ao longo de vários séculos. As diarquias são conhecidas desde a Antiguidade, tendo estado presentes em Esparta, Roma, Cartago, bem como em tribos dácias e germânicas. Várias sociedades antigas polinésias tiveram esta estrutura política. O Império Inca também esteve assim estruturado, com dois ocupantes de cada categoria, mas com diferente prestígio, um hanan (superior) e um hurin (inferior). No uso moderno, pode-se aplicar a organizações e a governos. Essas "diarquias" não são hereditárias. Exemplos de formas modernas são os governos de São Marino, Andorra, Irlanda do Norte, e Nicarágua. As reformas de Montagu-Chelmsford da Índia Britânica, prescreveram uma "diarquia" de ministros que foram individualmente responsáveis perante o poder legislativo, e a Organização da Defesa australiana funciona também como uma "diarquia".[carece de fontes?]

## Uso formal

### Diarquias atuais

#### Andorra
Andorra é um co-principado parlamentarista. Seus co-príncipes são (ex officio) o presidente da França e o bispo de Urgell. Desde 1962, o presidente francês é eleito por sufrágio universal na França, no entanto, não é eleito pelos andorranos, visto que eles não podem votar nas eleições presidenciais francesas. O bispo da diocese de Urgell é nomeado pelo papa.[carece de fontes?]

#### Butão
A Constituição de 2008 confirma o compromisso do Butão com um governo dual tradicional que compartilha o poder entre o Druk Gyalpo ("Rei") e as autoridades religiosas budistas. Na prática, porém, os líderes religiosos funcionam mais como conselheiros dos reis do que como diarcas.[carece de fontes?]

#### Irlanda do Norte
Nos termos do Acordo da Sexta-feira Santa de 1998, destinado a encerrar os conflitos na Irlanda do Norte, o Primeiro Ministro e o Vice-Primeiro Ministro atuam como chefes conjuntos do executivo da área. Ambas as posições exercem poderes executivos idênticos; no entanto, eles não são chefes de estado.[carece de fontes?]

#### San Marino
Os dois capitães regentes de San Marino são eleitos a cada seis meses pelo parlamento samarinês, o Grande Conselho Geral. Eles servem como chefes de estado e de governo e são normalmente escolhidos entre os partidos opostos.[carece de fontes?]

#### Essuatíni (antiga Suazilândia)
O Reino de Essuatíni é uma diarquia em que o rei (Ngwenyama) governa em conjunto com sua mãe, a rainha-mãe (Ndlovukati). Na prática, no entanto, a maior parte do poder é investida no rei, embora seja freqüentemente argumentado que a concessão de autoridade por inteiro ao homem real dessa maneira seja neotradicionalista, em oposição ao costume verdadeiramente tradicional.[carece de fontes?]
Nicarágua
Tornou-se uma diarquia em 2024, depois que o Congresso da Nicarágua aprovou por unanimidade Daniel Ortega e a esposa, Rosario Murillo, como presidente e “copresidente” do país, respectivamente. Em janeiro de 2025, o Congresso aprovou uma reforma constitucional que deu poder absoluto sobre o Estado e a sociedade civil para Ortega e sua esposa.